# مهدی علی‌محمدی

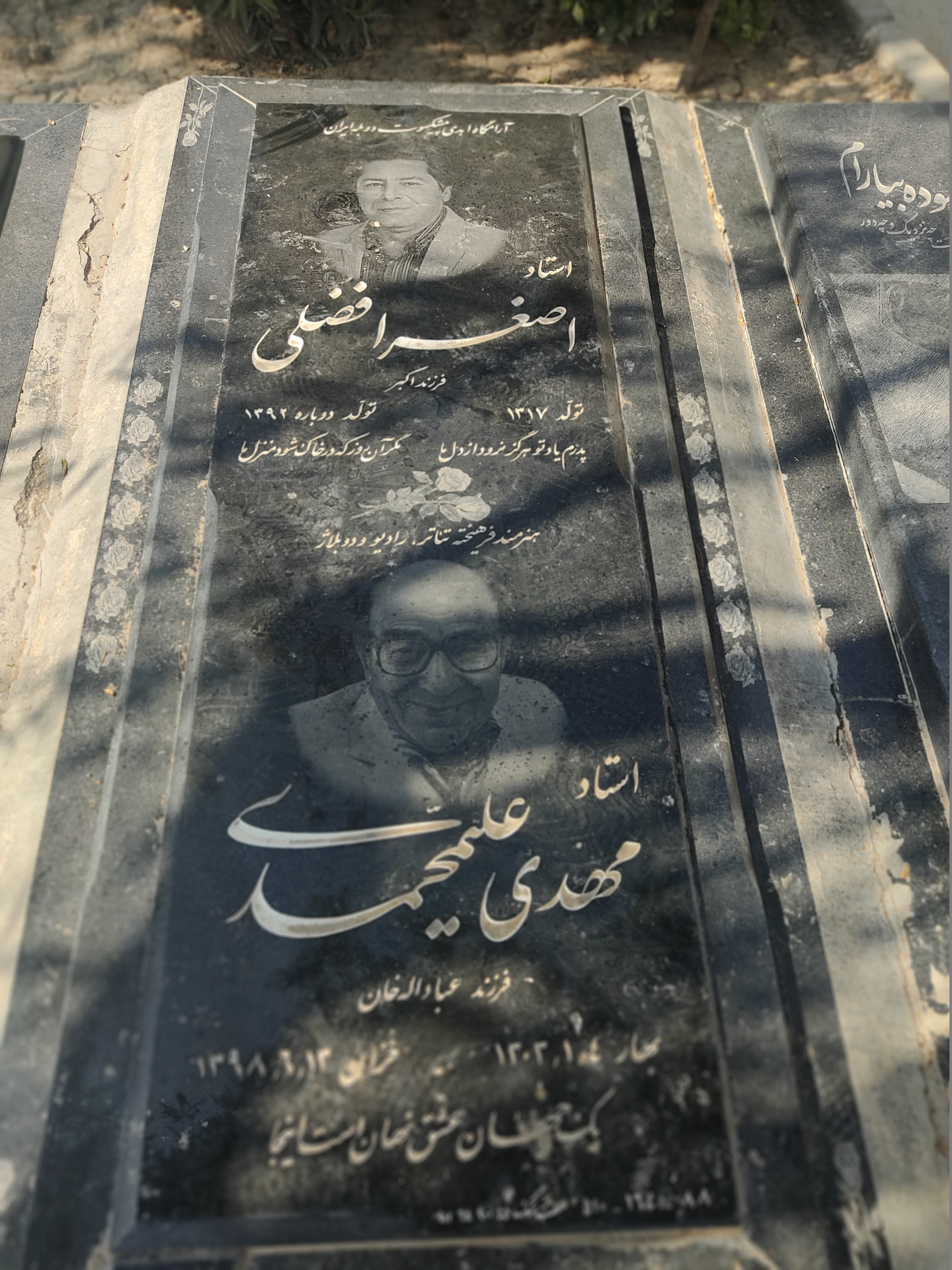
مزار مهدی علی‌محمدی در قطعهٔ هنرمندان بهشت زهرا

مهدی علی‌محمدی (۴ فروردین ۱۳۰۳ – ۱۳ شهریور ۱۳۹۸) دوبلور اهل ایران بود.

## زندگی‌نامه
علی‌محمدی فارغ‌التحصیل هنرستان عالی هنرپیشگی در رشتهٔ تئاتر و دانشکده سینما و تئاتر دانشگاه هنر دانشگاه تهران در رشتهٔ بازیگری بود. وی در سال ۱۳۴۰ وارد سازمان رادیو تلویزیون ملی ایران شد و کار گویندگی و دوبلاژ را آغاز کرد. نخستین کار دوبلهٔ علی‌محمدی در فیلم آنورادها بود. خانوادهٔ دکتر ارنست، نویسندگان بزرگ جهان، ربکا، نیک و نیکو از جمله آثاری هستند که او مدیریت دوبلاژ آن‌ها را بر عهده داشته‌است.
او فارغ‌التحصیل هنرستان هنرپیشگی بود و در سال ۱۳۳۴ مدرک کارشناسی خود را در رشتهٔ دراماتیک اخذ کرد. وی از شاگردان عبدالحسین نوشین، پایه‌گذار تئاتر نوین ایران بوده که پس از جدایی از تئاتر در سال ۱۳۳۰ به رادیو رفت و در آن‌جا مشغول به کار شد.
وی پس از سه سال گویندگی در برنامه‌های ادبی، به اروپا رفته و پس از بازگشت با داستان شب دوباره به برنامه‌های نمایشی بازگشت. علی‌محمدی در سال ۱۳۴۰ نیز وارد تلویزیون شده و کار گویندگی و مدیریت دوبلاژ را آغاز کرد.